# La sera
La sera è un singolo del cantautore italiano Morgan, pubblicato nel 2010, primo estratto dalla raccolta Morganicomio.

## Descrizione
Il brano, viene inizialmente presentato con la partecipazione al Festival di Sanremo dello stesso anno, viene poi squalificato per precedenti dichiarazioni al mensile Max circa l'uso della droga come antidepressivo.

## Tracce
Testi e musiche di Morgan.
1. La sera – 4:25